# Éducation sous la Commune de Paris
L'enseignement sous la Commune de Paris, question alors centrale, se caractérise par une école laïque, gratuite, et obligatoire, pour filles et garçons, et une augmentation des salaires des enseignants. D'après le chercheur Hugues Lenoir, le projet éducatif des Communards, émancipateur, ne se limite pas à la formation pour un métier. 

## Situation scolaire avant la Commune
En 1870, à Paris, les écoles privées représentent 84% des établissements primaires (contre 23,5 % en France). 57 % des élèves fréquentent un établissement privé à Paris, contre 8,7 % en France. Un tiers des enfants n'est pas scolarisé. La guerre et le siège ont pour effet un appauvrissement de la population, qui conduit à un taux de scolarisation plus élevé dans le public. 

### Condition scolaire: une école religieuse et des instituteurs mal payés
L'école est essentiellement religieuse. Ainsi, le premier point du règlement destiné aux instituteurs de la Seine définit le devoir du professeur comme religieux. Les archives du XVIIe arrondissement rapportent l'obligation, pour l'instituteur, de dire quotidiennement la prière. De nombreux instituteurs, du fait de leur bas salaire, quittent leur poste une fois leur engagement décennal rompu. Ils sont alors remplacés par des adjoints qui exercent d'autres métiers en parallèle, faute de revenu suffisant.

### Premières revendications
En 1848, à la suite de la révolution, G. Lefrançais, futur Communard, rédige avec P.Roland et Pérot un Programme d’enseignement de l’association fraternelle des instituteurs et professeurs socialiste . Ils subissent alors la répression, leur ouvrage portant atteinte à la propriété, la morale, la religion, la famille.  
Certains instituteurs, par engagement, abandonnent le service public au profit des écoles dites libres (établissement indépendant de l'Empire, où l'on ne prête donc pas serment à l'Empereur). C'est notamment le cas de Louise Michel, de Marie Verdure et de Raoul Urbain qui essaient d'ouvrir de telles écoles. Celle d'Urbain se revendique anticléricale, mais elle est rapidement fermée par les autorités, avec pour motif officiel une mauvaise hygiène. Dans les clubs, une laïcisation et une amélioration des conditions des instituteurs sont revendiquées. En octobre 1870 ouvrent deux écoles laïques dans le XVIIe, le Ve et le XIe font de même. Pourtant, les moyens sont faibles et les exigences, élevées.

## Mesures prises pendant la Commune
Le 26 mars 1871, la Société pour l'éducation nouvelle réclame une école laïque, gratuite et obligatoire. Vaillant crée une commission pour l'organisation de l'éducation sous la Commune ( Eugène André, E. Dacosta, Rama, J. Manier et E. Sanglier en sont membres). 
Le 2 avril, un décret de la Commune sépare l’Église de l’État. La déclaration compte le principe d'une école laïque, gratuite et obligatoire, pour filles et garçons. Cet idéal est vite appliqué. 
Le 9 avril, la commission de Vaillant appelle à pourvoir les postes laissés vacants par les religieux, qui refusent le principe de laïcité. Ces derniers se montrent violents : ils frappent des institutrices, et, à l'école de Carmes, dans le cinquième arrondissement, poussent la directrice dans l'escalier. Des sociétés populaires, comme l'éducation nouvelle (composée d'enseignants et de parents) se développent : on y débat et elles sont ouvertes même aux non adhérents. Dans le huitième arrondissement, les parents peuvent assister aux cours de certaines écoles. Des mairies d'arrondissement prennent des initiatives : dans le troisième, fournitures scolaires gratuites, dans le vingtième, nourriture et vêtements gratuits pour les élèves d'écoles laïques. 
Le 6 mai, rue Lhomond, ouvre la première école professionnelle. Le 12 mai, rue Dupuytren, une école d'art industriel pour jeunes filles est créée (dans les écoles religieuses, les filles étudient avant tout la couture). 
Le 21 mai, l'égalité de salaire entre instituteurs et institutrices est établie, ainsi qu'une augmentation du salaire. Une commission est créée pour surveiller les écoles de filles.
Cependant, ces dernières mesures n'ont pas le temps d'être adoptées, l'armée versaillaise étant à Paris.
Les récents travaux de l'historien Jean-Louis Robert ont mis en évidence les difficultés concrètes rencontrées par la Commune pour son action. Trois sont essentielles :
Comme la moitié des enseignant.e;s des écoles communales publiques étaient des frères ou des sœurs des congrégations religieuses, leur éviction rapide posait des problèmes ardus de remplacement. De nombreuses classes ou écoles se trouvèrent fermées. Il fallut procéder à des recrutements en catastrophe, ce qui posait de nombreux problèmes.
Par ailleurs, il fallait de l'argent pour payer institutrices et instituteurs. La Commune en avait peu. Il y eut des réclamations de salaires dans des réunions générales des enseignant.e.s où les élus de la Commune venaient présenter leur programme d'"école nouvelle".
Il fut difficile de consacrer beaucoup de temps à l'éducation lors des séances de la Commune où la question militaire avec la guerre civile était la question souvent première.

## Conception des Communards de l'éducation
Des Communards développent des idées sur l'éducation. Ainsi, Louise Michel déclare « qu’il faut prendre en compte l’enfant comme un individu  ».  Les crèches sont aussi évoquées : Maria Verdure, qui estime que «  l’éducation commence dès la naissance », en décrit munies de jardins, de volières, de jouets. Dans le Journal Officiel de la Commune, Elie et Félix Ducoudray, ainsi que Maria Verdure, donnent leur conception de la crèche à mettre en place. Dans son « Appel aux travailleurs de la campagne », André Léo écrit que « Paris veut que le fils du paysan soit aussi instruit que le fils du riche et pour rien, attendu que la science humaine est le bien de tous les hommes  ». L'objectif de l'école est donné par le journal Le Père Duchesne, le 8 mai : « faire [...] des hommes complets, c’est-à-dire capables de mettre en œuvre toutes leurs facultés et de produire non seulement par les bras, mais encore par l’intelligence  ». D'après les délégués du IVe arrondissement de l'éducation nouvelle, l'école « apprend à l’enfant que toute conception philosophique doit subir l’examen de la raison et de la science  ».

### Sur l'éducation sous la Commune
- Déclaration de la Société de l’Éducation nouvelle, 26 mars 1871
- P. Chauvet, « La Commune de Paris, la culture et l’éducation », La Rue, no 10,‎ 1971
- Hugues Lenoir, La Commune et l’éducation libertaire suivi de Guillaume, pionnier d’une pédagogie émancipatrice, Paris, Éditions du Monde libertaire, 2017, 150 p. (ISBN 978-2-915-51479-7)
- Jean-François Dupeyron, À l'école de la Commune de Paris : L'histoire d'une autre école, Dijon, Éditions Raison et Passions, 2020, 306 p. (ISBN 978-2-9176-4574-1)

### Sur la Commune de Paris
- Maurice Dommanget, La Commune, Bruxelles, Éditions La Taupe, 1971, 302 p., sur l'éducation, p. 218-225
- Jacques Rougerie, Paris libre 1871, Paris, Éditions du Seuil, 2004 (1re éd. 1971)
- Jean-Louis Robert, Nouvelle Histoire de la Commune de Paris, 1871, L'Arbre Bleu, 2023 (trois volumes - sur l'éducation voir les pages 1519-1541)